# Maylis Gissi
Maylis Gissi (Ginebra, Suiza, 21 de septiembre de 1996) es una futbolista suiza de origen argentino. Juega como delantera en el A.S.D. Calcio Femminile Chieti de la Serie C de Italia.
Jugó para Independiente en el primer torneo profesional del fútbol femenino en Argentina (2019) siendo la goleadora de su equipo con 11 goles. En agosto de 2020 pasó a ser jugadora de Gimnasia y Esgrima. En 2022 se confirmó como nuevo refuerzo de A.S.D. Chieti de Italia.
Es hija del exfutbolista argentino Oscar Gissi y hermana de los también futbolistas Dylan Gissi, Kevin Gissi y Shadya Gissi.

## Trayectoria
| Club                        | País      | Año             |
| --------------------------- | --------- | --------------- |
| Independiente               | Argentina | 2016 - 2017     |
| San Lorenzo                 | Argentina | 2016 - 2017     |
| Unió Esportiva L'Estartit   | España    | 2017 - 2018     |
| CD Oceja                    | España    | 2018 - 2019     |
| Independiente               | Argentina | 2019 - 2020     |
| Gimnasia y Esgrima La Plata | Argentina | 2020 - 2021     |
| Calcio Femminile Chieti     | Italia    | 2022 - presente |